# Большая Шайтанка
Больша́я Шайта́нка (в верховье Шайтанка) — река в Свердловской области, правый приток реки Чусовой. Длина реки 21 км. 
Истоки в горах в двух километрах западнее горы Чернижная, на западных и северных склонах которой берут начало приток Шайтанки Шибатин Лог и его приток Ржавец. От истока река течёт преимущественно на юг, принимая ряд притоков. В низовьях реки расположен город Первоуральск.
Высота устья — 282 м над уровнем моря.

## Притоки
- Шибатин Лог (левый)
- Мариинская (Афанасьевка) (левый)
- Пильницкий Лог (левый)
- Ельничная (левый)
- Малая Шайтанка (правый)

## История освоения
Название Большая Шайтанка присвоено потому, что она принимает приток Малая Шайтанка. Шайтанок на территории Среднего Урала несколько, помимо Большой, из крупнейших: также притоки Чусовой — Шайтанка (верхний левый приток Чусовой) и Шайтанка (нижний левый приток Чусовой).
В 1732 году на 14-й версте от истока Большой Шайтанки русло перегородили плотиной и построили чугуноплавильный и железоделательный завод, который получил название от речки. Шайтанский завод строил не сам Никита Никитич Демидов, а по его поручению старший сын его Василий Демидов. Поэтому с самого основания завод стал известен в народе под именем Васильевско-Шайтанского, в отличие от Шайтанского завода, стоящего на другой речке Шайтанке ниже по течению Чусовой (ныне село Чусовое).
В 1760 году двумя верстами выше по течению построили передельный завод под названием Верхне-Шайтанского железоделательного. В настоящее время река перегорожена двумя плотинами, на реке образовались два пруда — Верхний и Нижний. Уровень воды в Верхнем пруду 302,8 м, в Нижнем 298 м над уровнем моря. Верхний пруд выполняет роль питьевого водоёма Первоуральска.